# 1999年至2000年NBA赛季
1999-2000赛季是NBA的第54个赛季，洛杉矶湖人队4:2击败首次打进总决赛的印第安納步行者队获得总冠军。

## 值得关注的事
- NBA本赛季联赛重新回到82场。状元埃尔顿·布兰德、史蒂夫·弗朗西斯、抢断王拜伦·戴维斯、最佳第六人拉玛尔·奥多姆、理查德·汉密尔顿、助攻王安德烈·米勒、肖恩·马里昂、三分好手贾森·特里、以及脾气暴怒羅恩·阿泰斯特和德文·乔治，还有詹姆斯·波西和科里·马盖蒂都来到了nba赛场。
- 2000年NBA全明星赛在加州奥克兰竞技场举行，西部明星队以137-126击败了东部明星队，圣安东尼奥马刺的蒂姆·邓肯和洛杉矶湖人的沙奎尔·奥尼尔分享了MVP奖杯。
- 洛杉矶湖人和洛杉矶快船在他们的新主场斯台普斯中心进行比赛。
- 丹佛掘金启用新主场百事中心。
- 印第安納步行者启用新主场Conseco Fieldhouse.
- 亚特兰大鹰队启用新主场飞利浦竞技场。
- 迈阿密热火队启用新主场美国航空竞技场。
- 多伦多猛龙首次在他们的新主场加拿大航空中心打满整个赛季。
- 2000年2月4日-3月13日洛杉矶湖人队连续取得19场胜仗，是NBA历史上第三长的连胜记录。
- 印第安納步行者队首度晋身总决赛。

## 成绩

### 东部联盟
| 球队            | 胜 | 负 | 胜率 | 落后场次 |
| --------------- | -- | -- | ---- | -------- |
| 迈阿密热火（2） | 52 | 30 | .634 | -        |
| 纽约尼克斯（3） | 50 | 32 | .610 | 2        |
| 费城76人（5）   | 49 | 33 | .598 | 3        |
| 奥兰多魔术      | 41 | 41 | .500 | 11       |
| 波士顿凯尔特人  | 35 | 47 | .427 | 17       |
| 新泽西网        | 31 | 51 | .378 | 21       |
| 华盛顿奇才      | 29 | 53 | .354 | 23       |

| 球队                | 胜 | 负 | 胜率 | 落后场次 |
| ------------------- | -- | -- | ---- | -------- |
| 印第安納步行者（1） | 56 | 26 | .683 | -        |
| 夏洛特黄蜂（4）     | 49 | 33 | .598 | 7        |
| 多伦多猛龙（6）     | 45 | 37 | .549 | 11       |
| 底特律活塞（7）     | 42 | 40 | .512 | 14       |
| 密尔沃基雄鹿（8）   | 42 | 40 | .512 | 14       |
| 克里夫兰骑士        | 32 | 50 | .390 | 24       |
| 亚特兰大鹰          | 28 | 54 | .341 | 28       |
| 芝加哥公牛          | 17 | 65 | .207 | 39       |

### 西部联盟
| 球队                | 胜 | 负 | 胜率 | 落后场次 |
| ------------------- | -- | -- | ---- | -------- |
| 犹他爵士（2）       | 55 | 27 | .671 | -        |
| 圣安东尼奥马刺（4） | 53 | 29 | .646 | 2        |
| 明尼苏达森林狼（6） | 50 | 32 | .610 | 5        |
| 達拉斯獨行俠        | 40 | 42 | .488 | 15       |
| 丹佛掘金            | 35 | 47 | .427 | 20       |
| 休斯顿火箭          | 34 | 48 | .415 | 21       |
| 温哥华灰熊          | 22 | 60 | .268 | 33       |

| 球队                | 胜 | 负 | 胜率 | 落后场次 |
| ------------------- | -- | -- | ---- | -------- |
| 洛杉矶湖人（1）     | 67 | 15 | .817 | -        |
| 波特兰开拓者（3）   | 59 | 23 | .720 | 8        |
| 菲尼克斯太阳（5）   | 53 | 29 | .646 | 14       |
| 西雅图超音速（7）   | 45 | 37 | .549 | 22       |
| 萨克拉门托国王（8） | 44 | 38 | .537 | 23       |
| 金州勇士            | 19 | 63 | .232 | 48       |
| 洛杉矶快船          | 15 | 67 | .183 | 52       |

|  | 赛区冠军 |

|  | 进入季后赛 |

(1)-（8）种子排名

## 个人数据统计
| -            | 球员            | 球队         | -     |
| 平均每场得分 | 沙奎尔·奥尼尔   | 洛杉矶湖人   | 29.7  |
| 平均每场篮板 | 迪肯贝·穆托姆博 | 亚特兰大鹰   | 14.1  |
| 平均每场助攻 | 贾森·基德       | 菲尼克斯太阳 | 10.1  |
| 平均每场抢断 | 埃迪·琼斯       | 夏洛特黄蜂   | 2.7   |
| 平均每场盖帽 | 阿朗佐·莫宁     | 迈阿密热火   | 3.7   |
| 投篮命中率   | 沙奎尔·奥尼尔   | 洛杉矶湖人   | 57.4% |
| 罚篮命中率   | 杰夫·霍纳塞克   | 犹他爵士     | 95.0% |
| 三分命中率   | 休伯特·戴维斯   | 達拉斯獨行俠 | 49.1% |

## NBA奖项
- 最有价值球员：沙奎尔·奥尼尔（洛杉矶湖人）
- 最佳新秀：埃尔顿·布兰德（芝加哥公牛）,史蒂夫·弗朗西斯（休斯顿火箭）
- 最佳防守球员：阿朗佐·莫宁（迈阿密热火）
- 最佳第六人：罗德尼·罗杰斯（菲尼克斯太阳）
- 进步最快球员：杰伦·罗斯（印第安納步行者）
- 最佳教练：道格·里弗斯（奥兰多魔术）

NBA最佳第一阵容：
- 前锋-蒂姆·邓肯（圣安东尼奥马刺）
- 前锋-凯文·加内特（明尼苏达森林狼）
- 中锋-沙奎尔·奥尼尔（洛杉矶湖人）
- 后卫-加里·佩顿（西雅图超音速）
- 后卫-贾森·基德（菲尼克斯太阳）

NBA最佳第二阵容：
- 前锋-卡尔·马龙（犹他爵士）
- 前锋-格兰特·希尔（底特律活塞）
- 中锋-阿朗佐·莫宁（迈阿密热火）
- 后卫-阿伦·艾佛森（费城76人）
- 后卫-科比·布莱恩特（洛杉矶湖人）

NBA最佳第三阵容：
- 前锋-克里斯·韦伯（萨克拉门托国王）
- 前锋-文斯·卡特（多伦多猛龙）
- 中锋-大卫·罗宾逊（圣安东尼奥马刺）
- 后卫-埃迪·琼斯（夏洛特黄蜂）
- 后卫-史蒂芬·马布里（新泽西网）

NBA最佳防守第一阵容：
- 蒂姆·邓肯（圣安东尼奥马刺）
- 凯文·加内特（明尼苏达森林狼）
- 阿朗佐·莫宁（迈阿密热火）
- 加里·佩顿（西雅图超音速）
- 科比·布莱恩特（洛杉矶湖人）

NBA最佳防守第二阵容：
- 斯科特·皮蓬（波特兰开拓者）
- 克利福德·罗宾逊（菲尼克斯太阳）
- 沙奎尔·奥尼尔（洛杉矶湖人）
- 埃迪·琼斯（夏洛特黄蜂）
- 贾森·基德（菲尼克斯太阳）

NBA最佳新秀阵容：
- 埃尔顿·布兰德（芝加哥公牛）
- 史蒂夫·弗朗西斯（休斯顿火箭）
- 拉马尔·奥多姆（洛杉矶快船）
- 沃利·斯泽比亚克（明尼苏达森林狼）
- 安德烈·米勒（克里夫兰骑士）

NBA最佳新秀第二阵容：
- 肖恩·马里昂（菲尼克斯太阳）
- 罗恩·阿泰斯特（芝加哥公牛）
- 詹姆斯·波西（丹佛掘金）
- 贾森·特里（亚特兰大鹰）
- 查基·阿特金斯（奥兰多魔术）